# Myriophyllum quitense
Myriophyllum quitense là một loài thực vật có hoa trong họ Haloragaceae. Loài này được Kunth miêu tả khoa học đầu tiên năm 1823.